# True Love Tends to Forget
True Love Tends to Forget – piosenka skomponowana przez Boba Dylana, nagrana przez niego w kwietniu 1978 r., wydana na albumie Street-Legal w czerwcu 1978 r.

## Historia i charakter utworu
Utwór ten został nagrany w Rundown Studios w Santa Monica w Kalifornii 27 kwietnia 1978 r. Była to trzecia sesja nagraniowa tego albumu. Producentem sesji był Don DeVito.
Tematem piosenki jest zdrada, zarówno w sferze osobistej jak i duchowej. Narrator żegna się ze swoją utraconą miłością, a doznana krzywda każe mu porównywać związek do rosyjskiej ruletki.
Piosenka ta była wykonywana na koncertach tylko podczas tournée Dylana w 1978 r.  

## Muzycy
Sesja 3
- Bob Dylan - gitara, wokal
- Billy Cross - gitara
- Steven Soles - gitara
- Jerry Scheff - gitara basowa
- Ian Wallace - perkusja
- Helena Springs, Jo Ann Harris, Carolyn Dennis - chórki
- Alan Pasqua - fortepian; organy
- Bobbye Hall - tamburyn
- Steve Douglas - saksofon tenorowy
- David Mansfield - mandolina

## Dyskografia
Albumy
- Street-Legal (1978)